# Felice Mariani
Felice Mariani (Roma, 8 de julio de 1954) es un deportista italiano que compitió en judo.
Participó en dos Juegos Olímpicos de Verano en los años 1976 y 1984, obteniendo una medalla de bronce en la edición de Montreal 1976 en la categoría de –63 kg. Ganó tres medallas en el Campeonato Mundial de Judo entre los años 1975 y 1981, y cuatro medallas en el Campeonato Europeo de Judo entre los años 1978 y 1984.

## Palmarés internacional
| Juegos Olímpicos   | Juegos Olímpicos          | Juegos Olímpicos  | Juegos Olímpicos |
| Año                | Lugar                     | Medalla           | Categoría        |
| ------------------ | ------------------------- | ----------------- | ---------------- |
| 1976               | Montreal (Canadá)         | Medalla de bronce | –63 kg           |
| Campeonato Mundial |                           |                   |                  |
| Año                | Lugar                     | Medalla           | Categoría        |
| 1975               | Viena (Austria)           | Medalla de bronce | –63 kg           |
| 1979               | París (Francia)           | Medalla de bronce | –60 kg           |
| 1981               | Maastricht (Países Bajos) | Medalla de bronce | –60 kg           |
| Campeonato Europeo |                           |                   |                  |
| Año                | Lugar                     | Medalla           | Categoría        |
| 1978               | Helsinki (Finlandia)      | Medalla de oro    | –60 kg           |
| 1979               | Bruselas (Bélgica)        | Medalla de oro    | –60 kg           |
| 1980               | Viena (Austria)           | Medalla de oro    | –60 kg           |
| 1984               | Lieja (Bélgica)           | Medalla de plata  | –60 kg           |